# Josef Raitz von Frentz
Josef Freiherr Raitz von Frentz (* 4. Januar 1895 in Berlin; † 18. März 1977) war ein deutscher Wirtschaftswissenschaftler und Verbandsorganisator.

## Familie
Josef Raitz von Frentz entstammte dem alten Kölner Adelsgeschlecht Raitz von Frentz. Seine Eltern waren der Generalleutnant Freiherr Joseph August Raitz von Frentz (1858–1922) und Johanna geb. Edle von Solemacher (1863–1936). Seine beiden älteren Brüder waren der Jurist und Politiker Maximilian Raitz von Frentz (1885–1967) und der Journalist Edmund Raitz von Frentz (1887–1964).

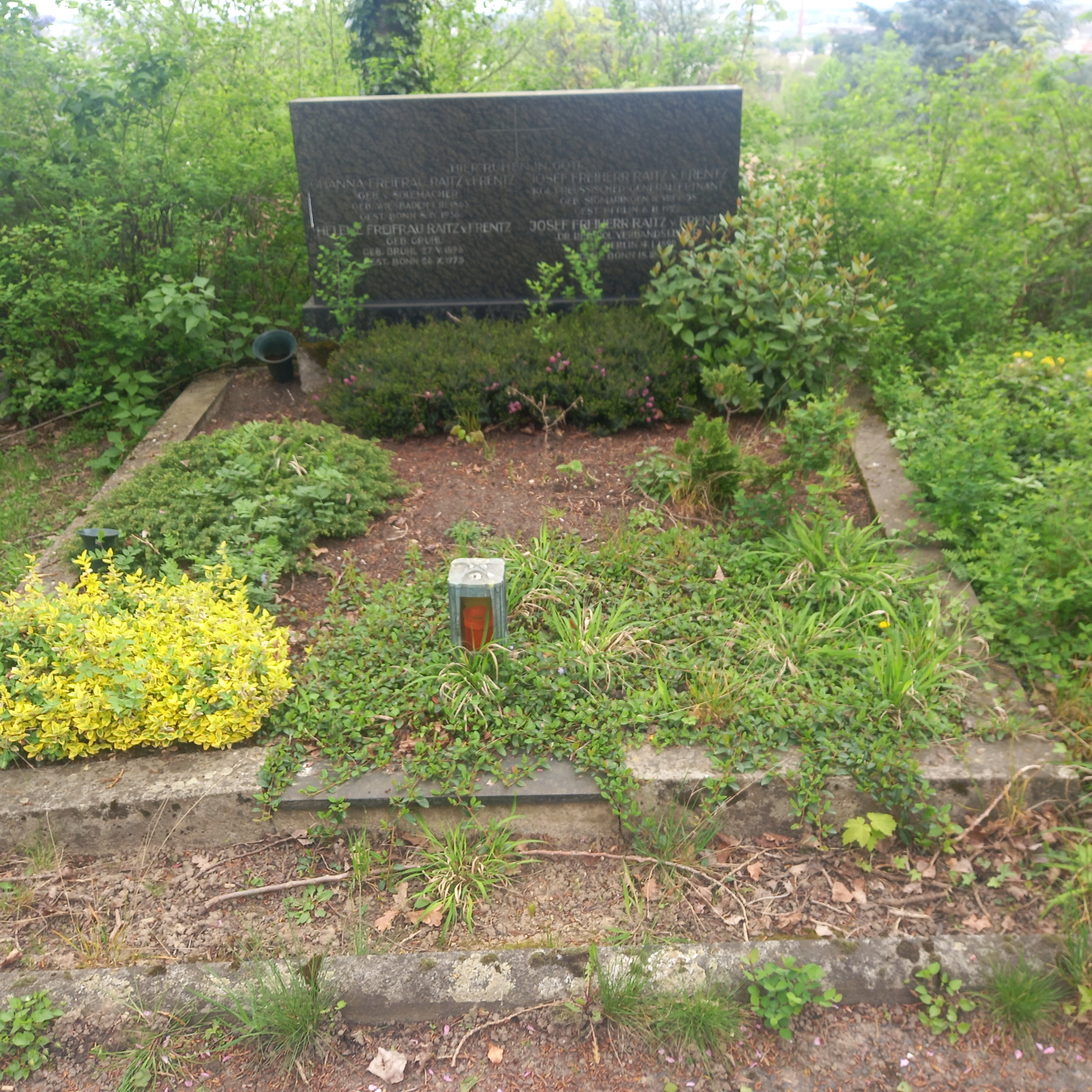
Das Grab von Josef Raitz von Frentz und seiner Ehefrau Helene auf dem Poppelsdorfer Friedhof in Bonn

## Leben
Nach Abitur und Kriegsdienst studierte er in Köln Nationalökonomie. 1922 promovierte er über die „Organisation der deutschen Papierindustrie“, ein Thema, mit dem die betreffenden Kartelle gemeint waren. Raitz von Frentz übernahm bald die organisatorische Leitung derartiger Verbände und wirkte als Fachgutachter während des Dritten Reiches. 1945 wurde er Geschäftsführer des Verbandes der rheinischen Zellstoff- und Papierindustrie in Düsseldorf. Ab 1947 war er langjähriger Hauptgeschäftsführer der Treuhandstelle der Zellstoff- und Papierindustrie (Rechtsvorgänger vom Verband Deutscher Papierfabriken).

## Publikation
- Raitz von Frentz, Josef: Organisation der deutschen Papierindustrie (Dissertation), Köln 1922